# Arandora Star
Arandora Star fu una nave da crociera britannica requisita per esigenze belliche e caricata di internati civili italiani e tedeschi e diretta in Canada. Fu affondata dal sommergibile tedesco U-47, comandato dal TV Günther Prien, il 2 luglio 1940 nelle acque dell'Atlantico Settentrionale con la perdita di 865 vite umane.

## Storia

### Origine di nave da crociera
Costruita da Cammell Laird & Company, Limited per la Blue Star Line nel 1927, con un tonnellaggio di 12.847 tonnellate di stazza lorde, una lunghezza di 163 metri, 354 posti di prima classe e una velocità di crociera di 16 nodi (30 km/h).
Inizialmente chiamata Arandora, fece rotta tra Londra e la costa est del Sud America dal 1927 al 1928 prima di essere riarmata a 15,501 tonnellate lorde come nave da crociera di lusso e chiamata Arandora Star per evitare confusione con le navi della Royal Mail, chiamate tipicamente con nomi che iniziavano e finivano con la lettera A.

### Trasporto degli internati
Ambo gli schieramenti applicarono l'internamento dei cittadini originari dei Paesi nemici per timore dello spionaggio. La nave britannica quindi fu adattata a trasportare internati dell'Asse in Canada. Gli internati erano cittadini italiani e austriaci di sesso maschile, molti immigrati nelle Isole britanniche da decine di anni, tanto che molti avevano parenti, anche figli, che militavano nell'esercito britannico. A costoro vennero negati i diritti civili e politici, compresi quelli riconosciuti ai militari secondo la Convenzione di Ginevra. A molti venivano confiscate le proprietà. Ai familiari non fu detto che i parenti arrestati sarebbero stati deportati. Per disposizione del governo britannico, le famiglie degli internati residenti sulla costa, senza sostentamento e assistenza, furono costrette a trasferirsi nelle città.
Il 1º luglio 1940, la nave sotto il comando di Edgar Wallace Moulton salpò da Liverpool senza alcuna scorta, fece rotta verso il Canada per trasportare in un campo di prigionia circa 1500 uomini.
Esclusi 86 prigionieri di guerra, gli altri uomini erano civili tra i 16 e i 75 anni. La nave fu sovraccaricata e non fu rispettato il rapporto massimo passeggeri per lancia di salvataggio. I prigionieri furono ammassati nelle cabine, molti dormivano sul pavimento della sala da ballo. La nave, senza giustificazione funzionale, era stata ridipinta di grigio. Non esponeva segnali che potessero far identificare la sua funzione, come il simbolo della Croce Rossa. Peraltro l'uso di quell'emblema per una nave che non era una nave ospedale sarebbe stato una violazione delle Convenzioni di Ginevra. Né all'equipaggio, né agli internati furono date istruzioni sulle procedure d'emergenza.

### Affondamento
Il 2 luglio 1940, al largo della costa nord-ovest dell'Irlanda, fu colpita da un siluro lanciato dall'U-Boot U-47. L'equipaggio dell'U-Boot dichiarò in seguito di essere stato tratto in inganno dalla livrea grigia che faceva sembrare la nave da crociera un mercantile provvisto di armi in dotazione alla marina britannica. L'Arandora Star, senza più potenza motrice, affondò in trentacinque minuti. Persero la vita più di ottocento persone, oltre 400 delle quali italiani.

### Operazioni di salvataggio
La nave, alla partenza del suo ultimo viaggio, era fornita di sole quattordici lance di salvataggio. Il numero di lance era insufficiente per il numero di passeggeri e molte di tali imbarcazioni erano separate dal ponte con filo spinato. Una di esse fu subito distrutta dall'impatto del siluro mentre problemi tecnici impedirono di calarne un'altra delle quattordici in mare ed altre due furono danneggiate durante il loro ammaraggio. Almeno quattro delle rimanenti furono ammarate con un numero di passeggeri molto inferiore alla capienza. Un'altra affondò durante l'ammaraggio.
Il comandante Otto Burfeind della nave tedesca Adolph Woermann, che era tra i prigionieri, rimase a bordo della nave organizzandone l'evacuazione e risultò infine disperso.
Dopo aver mandato in avanscoperta un idrovolante Sunderland a rintracciare il Mayday, il cacciatorpediniere canadese St. Laurent riuscì a portare in salvo 586 persone, i feriti dei quali furono trasportati al Mearnskirk Hospital.

### Dopo l'affondamento
Il comandante britannico Edgar Wallace Moulton, il comandante canadese Harry DeWolf ed il comandante tedesco Otto Burfeind ottennero riconoscimenti per il loro eroismo.
Agli internati superstiti non vennero riconosciuti i diritti civili nonostante tutto; molti di loro furono deportati nelle colonie britanniche dell'Oceania. I famigliari delle vittime non hanno mai ricevuto scuse ufficiali, né un risarcimento.

## Vittime italiane
I caduti italiani erano di tutte le estrazioni sociali e avevano una età che andava dai 16 ai 68 anni.
Luigi Gonzaga nato a Bedonia in provincia di Parma aveva soli 16 anni; 68 ne avevano Domenico Marchesi, nato a Codogno in provincia di Lodi, residente a Londra, e Silvestro D'Ambrosio, nato a Picinisco, provincia di Frosinone, residente in Inghilterra dal 1898 con due figli nell'esercito britannico, che perì insieme al fratello Francesco di sette anni più giovane. Perirorono anche ebrei italiani rifugiati in Gran Bretagna a causa delle leggi razziali fasciste. Uberto Limentani, che sopravvisse al naufragio, era collaboratore della BBC e successivamente divenne docente a Cambridge.
Giovanni Sovrani nato nel 1882 a Saludecio FO, direttore del Normandie Hotel di Londra.
Morì invece Decio Anzani, nato a Forlì nel luglio 1882, a Londra dal 1911 dopo non essersi presentato alla chiamata di leva, sarto di professione, sposato con una belga, Victorine, e padre di una figlia, Renée, antifascista legato ad ambienti laburisti, segretario della sezione londinese Lega italiana dei diritti dell'uomo. A lui è dedicato il libro Esuli ed emigrati italiani nel Regno Unito (1920-1940) (Ugo Mursia Editore, 1997), scritto da un giornalista romagnolo, Alfio Bernabei, da tempo residente a Londra.
Un'altra vittima fu Stefano Ceresa di Bollengo, in provincia di Torino. Morirono anche 11 friulani. Altra vittima fu Giovanni Moretti, allora quarantenne, nato in località Martinello del comune di Calice al Cornoviglio [La Spezia] ed emigrato con la moglie in Scozia (Greenock) subito dopo la prima guerra mondiale.
Giocondo Abruzzese, di anni 65 nativo di Filignano (IS), viveva stabilmente con figli e nipoti a Glasgow, ove svolgeva attività commerciali; vivo il ricordo della nipote Ilda che assieme agli altri familiari delle vittime ha contribuito alla realizzazione dell'Arandora Star Memorial, inaugurato a Glasgow il 2 luglio 2010.
Cesare Vairo, che compare al numero 429 dell'elenco delle vittime, era nato a Milano da famiglia monferrina (il padre si chiamava Secondo Vairo e la madre Maria Invernizzi) e avrebbe compiuto di li a poco 49 anni. Si era sposato con Adele Riccoboni, detta Lola, il 6 ottobre 1928, nella chiesa londinese di Saint Aloysius (distretto di St. Pancras) e non avevano avuto figli. Cesare risiedeva da anni a Londra, dove era direttore dell'Hotel Piccadilly e, come giornalista, era corrispondente dalla Gran Bretagna per l'Italia.
Guido Maiuri, di 63 anni, ingegnere napoletano, inventore di brevetti per la refrigerazione. Sua madre era Giulia Bellelli, cugina di Edgar Degas.
Il paese di Bardi, in provincia di Parma, è il comune con il più alto numero di vittime in questa tragedia: 48 capifamiglia, quasi tutti arrestati in Galles, dove si erano stabiliti diversi decenni prima divenendo parte integrante della società britannica.

## Commemorazioni
I corpi dei naufraghi dell'Arandora Star furono trasportati dal mare su vari punti delle coste dell'Irlanda e delle Ebridi. Ci sono quindi diversi luoghi di sepoltura e di commemorazione. Il più recente si trova sull'isola scozzese di Colonsay, inaugurato il 2 luglio 2005, nel sessantesimo anniversario della tragedia: il sito è dedicato "alla memoria di Giuseppe Del Grosso e agli altri più di ottocento che perirono con l'Arandora Star il 2 luglio 1940".
Nel luglio del 1990, cinquantenario della tragedia, il presidente della repubblica Francesco Cossiga nominò cavalieri i circa venti sopravvissuti ancora vivi.
Dal 1969, il Comitato Pro Vittime Arandora Star di Bardi, commemora le vittime della tragedia nell'unica cappella dedicata ai caduti dell'Arandora Star in Italia, nel cimitero di Bardi, Appennino Parmense. Ogni anno, il 2 luglio, familiari e parenti delle vittime di tutta Italia vi si danno appuntamento per una celebrazione. Il presidente Carlo Azeglio Ciampi ha partecipato all'evento del 2002 con una lettera commemorativa. Il 2 luglio 2020, 80º anniversario della tragedia, il presedente della Repubblica Sergio Mattarella, ha voluto ricordare "quelle vittime innocenti" con un messaggio ufficiale.
Una lapide è presente anche nella Chiesa parrocchiale di Fubine (AL) in ricordo dei sette concittadini periti nel naufragio.
Martedì 4 novembre 2003, alle 18:30, presso la sala Menhuim del Parlamento Europeo di Bruxelles, la parlamentare europea Amalia Sartori ha promosso la presentazione della nuova edizione del libro di Gian Antonio Stella, L'Orda, e di Arandora Star, una tragedia dimenticata, il volume di Maria Serena Balestracci. I due libri sono accomunati dallo stesso intento, quello cioè di mostrare l'altra faccia dell'emigrazione italiana, quella più sconosciuta e meno celebrata, che ha visto gli italiani vittime di pregiudizi e protagonisti di tragiche vicende, proprio come quella dell'affondamento dell'Arandora Star nel 1940.
Nel 2006 la vicenda degli internati e della fine tragica viene commemorata dal gruppo Musicisti Basso Lazio, che incide la canzone 'Arandora Star'.
Il 2 luglio 2008 una delegazione di enti pubblici italiani comprendente le Regioni Emilia-Romagna, Toscana e Lazio e le Province di Parma, Lucca e Piacenza e alcuni familiari delle vittime si è recata a Liverpool per una commemorazione congiunta in cui, per la prima volta in presenza di autorità britanniche, italiane, tedesche e austriache, è stata scoperta una lapide in memoria delle vittime dell'Arandora Star che sarà collocata nel porto di Liverpool, da cui, nel 1940, la nave salpò per il suo ultimo viaggio.
Il 2 luglio 2010, a 70 anni dal naufragio dell'Arandora Star, l'Istituto Storico della Resistenza Apuana e l'Amministrazione Comunale di Pontremoli ricordano i 17 pontremolesi emigrati in Inghilterra che persero la vita in quel tragico evento con una lapide commemorativa "A ricordo dei laboriosi emigrati pontremolesi in Gran Bretagna sui quali l'entrata in guerra dell'Italia gettò l'ombra ingiusta del sospetto e che, destinati da governo inglese alla prigionia, perirono nel tragico affondamento dell'Arandora Star il 2 luglio 1940".
Sempre il 2 luglio 2010 l'Associazione Amici Val Ceno Galles (Associazione composta in gran parte da emigranti provenienti da Bardi e da comuni limitrofi), in collaborazione con associazioni, autorità gallesi ed italiane, per ricordare il 70º anniversario della tragedia, ha organizzato nella città di Cardiff un importante evento che è culminato con lo scoprimento di una lapide in memoria dei caduti nella Cattedrale cattolica. L'evento ha avuto una grande copertura mediatica con vari servizi anche su BBC e televisioni locali.
Il 16 maggio 2011 c'è stata l'inaugurazione a Glasgow, in Scozia, dell'Italian Cloister Garden, un monumento nei pressi della Cattedrale di Sant'Andrea che ricorda le vittime dell'Arandora Star : erano presenti oltre alle autorità, l'ultimo superstite, Rando Bertoia (1920-2013), di Montereale Valcellina.
Grazie alla buona volontà di altri emigranti si sono svolte in Canada, in questi anni, altre importanti celebrazioni, così come, grazie all'interessamento di familiari delle vittime, associazioni culturali ed enti locali si sono svolte altre iniziative in Italia.
Il 02 luglio 2021 il presidente dell'associazione nazionale Carabinieri sezione Dublino , Irlanda Francesco Morelli in concomitanza con l'ottantunesimo anniversario dell'Arandora Star, ha posto ed inaugurato nel cimitero di Termoncarragh, Belmullet co. Mayo Irlanda il primo memoriale in ricordo delle 446 vittime Italiane perite nella tragedia. Dopo aver effettuato delle ricerche sia sulla Arandora Star che sul territorio Irlandese, il Presidente Francesco Morelli ha scelto questo cimitero . Qui vennero sepolti due corpi con i seguenti nomi: Giovanni Marenghi e Luigi Tapparo, e nello stesso periodo furono sepolti circa trenta corpi di italiani non identificati. In occasione del memoriale il presidente della repubblica d’Irlanda  Michael D. Higgins,  ha voluto ricordare le 446 vittime italiane e le altre 358 vittime di nazionalità tedesche e inglesi inviando una lettera al presidente dell'Associazione Nazionale Carabinieri sezione Dublino ,Irlanda Francesco Morelli.

Il 02 Luglio 2022 il presidente dell'associazione nazionale Carabinieri sezione Dublino ,Irlanda Francesco Morelli in concomitanza con l'ottantaduesimo anniversario dell 'Arandora Star , ha posto ed inaugurato nel cimitero di Termoncarragh , Belmullet co. Mayo Irlanda un memoriale a ricordo delle 5 vittime di Casalattico perite nella tragedia . Cav. Giuseppe Forte , Antonio Fusco, Filippo Marsela, Giuseppe Di Vito e Antonio Marsela. I Veterani dell'esercito Irlandesi e

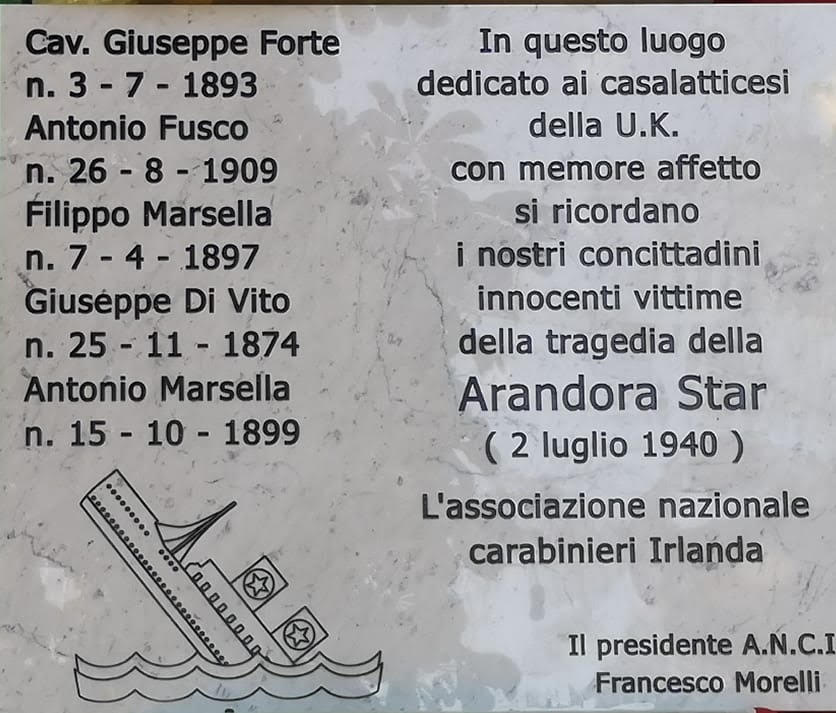

Carabinieri in congedo hanno depositato delle corone tricolori a ricordo delle 446 Italiani sparsi sulle coste Irlandesi.
Il parroco Rev. Kevin Hegarty ha celebrato le messa . Si e' concluso con il discorso del consigliere della contea di Mayo Cllr Sean Carey.

## Filmografia
Nel settembre 2004 a Lucca è stato presentato il primo documentario sulla vicenda dell'Arandora Star, realizzato dall'emittente televisiva locale Noi Tv in collaborazione con la Fondazione Cresci di Lucca sulla base delle ricerche e le video-interviste effettuate della studiosa fiorentina Maria Serena Balestracci. La sceneggiatura del film documento è di Elisabetta Matini, la regia di Paolo Bertola. Narratore: Eros Pagni.
Tra gli episodi del film-documentario “Lili Marlene: la guerra degli italiani” diretto da Pietro Suber, trasmesso in prima visione su Focus Mediaset il 10/11 Giugno 2020, anche quello, molto significativo, sulle vicende dell'Arandora Star